# Генкок (округ, Західна Вірджинія)
Шаблон:StateAbbr_ 40°31′ пн. ш. 80°35′ зх. д. / 40.52° пн. ш. 80.58° зх. д.
Округ  Генкок (англ. Hancock County) — округ (графство) у штаті  Західна Вірджинія, США. Ідентифікатор округу 54029.

## Історія
Округ утворений 1848 року.

## Демографія
За даними перепису 2000 року загальне населення округу становило 32667 осіб, зокрема міського населення було 21607, а сільського — 11060. Серед мешканців округу чоловіків було 15687, а жінок — 16980. В окрузі було 13678 домогосподарств, 9507 родин, які мешкали в 14728 будинках. Середній розмір родини становив 2,83.
Віковий розподіл населення поданий у таблиці:
| Стать    | До 15 років | 15-21 | 22-29 | 30-39 | 40-49 | 50-65 | 65-85 | Понад 85 |
| -------- | ----------- | ----- | ----- | ----- | ----- | ----- | ----- | -------- |
| Чоловіки | 2877        | 1278  | 1488  | 2055  | 2696  | 2829  | 2275  | 189      |
| Жінки    | 2714        | 1268  | 1476  | 2262  | 2688  | 3019  | 3123  | 430      |

## Суміжні округи
- Бівер, Пенсільванія — схід
- Вашингтон, Пенсільванія — південний схід
- Брук — південь
- Джефферсон, Огайо — захід
- Коламбіана, Огайо — північний захід

## Виноски
1. ↑  U.S. Decennial Census. United States Census Bureau. Архів оригіналу за 12 травня 2015. Процитовано 10 січня 2014.
2. ↑  Historical Census Browser. University of Virginia Library. Архів оригіналу за 11 серпня 2012. Процитовано 10 січня 2014.
3. ↑  Population of Counties by Decennial Census: 1900 to 1990. United States Census Bureau. Архів оригіналу за 3 червня 2013. Процитовано 10 січня 2014.
4. ↑  Census 2000 PHC-T-4. Ranking Tables for Counties: 1990 and 2000 (PDF). United States Census Bureau. Архів оригіналу (PDF) за 18 грудня 2014. Процитовано 10 січня 2014.
5. ↑  State & County QuickFacts. United States Census Bureau. Архів оригіналу за 7 червня 2011. Процитовано 10 січня 2014.(англ.) Наведено за англійською вікіпедією.
6. ↑  American FactFinder. Бюро перепису населення США. Архів оригіналу за 21 травня 2008. Процитовано 31 січня 2008.

| США | Це незавершена стаття з географії США. Ви можете допомогти проєкту, виправивши або дописавши її. |